# Aeropuerto de Havre Saint Pierre
El Aeropuerto de Havre Saint-Pierre (del inglés: Havre Saint Pierre Airport) (IATA: YGV, OACI: CYGV) está ubicado a 3 MN (5,6 km; 3,5 mi) al norte de Havre Saint Pierre, Quebec, Canadá. Sirve a Labrador, el sur de Quebec e incluye l'île d'Anticosti.
Solo hay una pista de aterrizaje de asfalto y un terminal de vuelos comerciales construido en 1983.
Este aeropuerto es de propiedad de Transport Canada y es operado por la Corporación de la Municipalité de Havre St. Pierre.

## Aerolíneas y destinos
- Air Satellite
  - Ciudad de Quebec / Aeropuerto internacional Jean-Lesage de Quebec
- Air Labrador
  - Sept-Iles / Aeropuerto de Sept-Iles